# Jon Turteltaub
Jonathan Charles Turteltaub (New York, 1963. augusztus 8. –) amerikai filmrendező, producer és forgatókönyvíró.

## Élete és pályafutása
New Yorkban született, Saul Turteltaub vígjátékíró (aki leginkább a Sanford és fia című sorozatból ismert) és Shirley Steinberg gyermekeként, egy testvére van. Szülei mindketten zsidók.
Turteltaub a Wesleyan Egyetemen és a USC School of Cinematic Arts-on végzett.

## Magánélete
Amy Eldon brit televíziós író és producer házastársa. Három gyermekük van, két fiú és egy lány. 
Dan Eldon fotóriporter sógora, akit 1993-ban több más újságíróval együtt halálra köveztek Szomáliában. Turteltaub és családja a kaliforniai Malibuban lakik. Tagja a RepresentUs nevű pártatlan korrupcióellenes szervezet kreatív tanácsának.
A 2020-as amerikai elnökválasztás előtt Turteltaub egy Trump-ellenes videót készített a Lincoln Project számára.

## Filmográfia
| Év   | Magyar cím                     | Eredeti cím                        | Feladatkör | Feladatkör | Feladatkör |
| Év   | Magyar cím                     | Eredeti cím                        | Rendező    | Producer   | Író        |
| ---- | ------------------------------ | ---------------------------------- | ---------- | ---------- | ---------- |
| 1989 |                                | Think Big                          | Igen       | Nem        | Igen       |
| 1991 | Kicsi kocsi Hollywoodban       | Driving Me Crazy                   | Igen       | Nem        | Igen       |
| 1992 | Három kicsi nindzsa            | 3 Ninjas                           | Igen       | Nem        | Nem        |
| 1993 | Jég veled!                     | Cool Runnings                      | Igen       | Nem        | Nem        |
| 1995 | Aludj csak, én álmodom         | While You Were Sleeping            | Igen       | Nem        | Nem        |
| 1996 | A csodabogár                   | Phenomenon                         | Igen       | Nem        | Nem        |
| 1997 | Mars a Marsra                  | RocketMan                          | Nem        | Igen       | Nem        |
| 1999 | Ösztön                         | Instinct                           | Igen       | Nem        | Nem        |
| 2000 | A kölyök                       | The Kid                            | Igen       | Igen       | Nem        |
| 2001 |                                | More, Patience                     | Igen       | Nem        | Nem        |
| 2002 | A bombaszerep                  | Role of a Lifetime                 | Nem        | Igen       | Nem        |
| 2004 | A nemzet aranya                | National Treasure                  | Igen       | Igen       | Nem        |
| 2007 | A nemzet aranya: Titkok könyve | National Treasure: Book of Secrets | Igen       | Igen       | Nem        |
| 2010 | A varázslótanonc               | The Sorcerer's Apprentice          | Igen       | Nem        | Nem        |
| 2013 | Last Vegas                     | Last Vegas                         | Igen       | Nem        | Nem        |
| 2018 | Meg – Az őscápa                | The Meg                            | Igen       | Nem        | Nem        |

### Televízió
| Év   | Magyar cím                                 | Eredeti cím                        | Feladatkör | Feladatkör      | Megjegyzések |
| Év   | Magyar cím                                 | Eredeti cím                        | Rendező    | Vezető producer | Megjegyzések |
| ---- | ------------------------------------------ | ---------------------------------- | ---------- | --------------- | ------------ |
| 1998 | A végtelen szerelmesei – Az Apolló-program | From the Earth to the Moon         | Igen       | Nem             | 1 epizód     |
| 2006 | Jericho                                    | Jericho                            | Igen       | Igen            | 3 epizód     |
| 2009 | A Harper-sziget                            | Harper's Island                    | Igen       | Igen            | 1 epizód     |
| 2012 | Haláli zsaruk                              | Common Law                         | Igen       | Igen            | 1 epizód     |
| 2016 | Csúcsformában                              | Rush Hour                          | Igen       | Nem             | 1 epizód     |
| 2020 |                                            | Zoey's Extraordinary Playlist      | Igen       | Nem             | 2 epizód     |
| 2022 | A nemzet aranya: A történelem peremén      | National Treasure: Edge of History | Nem        | Igen            |              |

## Fordítás
- Ez a szócikk részben vagy egészben  a   Jon Turteltaub című angol Wikipédia-szócikk ezen változatának fordításán alapul.  Az eredeti cikk szerkesztőit annak laptörténete sorolja fel. Ez a jelzés csupán a megfogalmazás eredetét és a szerzői jogokat jelzi, nem szolgál a cikkben szereplő információk forrásmegjelöléseként.